# Burg Wahrberg
Die Burg Wahrberg, auch Schloss Wahrberg genannt, ist eine frühmittelalterliche Spornburg auf dem 490 m ü. NHN hohen Sporn einer lang gestreckten Bergzunge und zugleich Gemeindeteil der Gemeinde Aurach im Landkreis Ansbach in Mittelfranken mit 13 Einwohnern. Wahrberg liegt in der Gemarkung Aurach.

## Geschichte
Aufgrund seiner Lage am Rande des Altmühltales nicht weit vom Kloster Herrieden dürfte Wahrberg ursprünglich zu dessen Besitztümern gehört haben, die bei der Umwandlung des Klosters in ein Chorherrenstift im Jahr 888 dem Hochstift Eichstätt einverleibt wurde. Die Burg dürfte zu einem unbekannten Zeitpunkt durch einen der Vögte des Hochstifts errichtet worden sein, in Frage kämen dafür die Grafen von Oettingen. Die Spornburg diente vermutlich der Sicherung einer von Süden kommenden Heerstraße zum Main und einer aus dem Bereich des Kochers bei Schwäbisch Hall kommenden Salzstraße in den mittelfränkischen Raum. Die von 1228 bis 1289 in der historischen Überlieferung nachgewiesenen, edelfreien Herren von Wahrberg saßen als lokales Adelsgeschlecht auf der Burg. 1258 erscheint die Burg erstmals ausdrücklich in den Schriftquellen, als Ulrich von Wahrberg die zur Burg gehörenden Güter seinem Dienstherren, dem Eichstätter Obervogt Graf Ludwig von Oettingen zurückgab. 1289 bestätigte der Bischof von Eichstätt, dass die Grafen von Oettingen die Burg Wahrberg von ihm zu Lehen besitzen. In einer Fehde zwischen dem Bischof und den Grafen von Oettingen sowie des mit diesen verwandten Kraft II. von Hohenlohe wurde die Burg 1316 zerstört. Nach dem Wiederaufbau saßen in Wahrberg Vögte aus unterschiedlichen Ministerialengeschlechtern. 1568 wurde auf der Burg ein fürstbischöfliches Pfleg- und Oberamt eingerichtet. 1615 ließ Bischof Johann Christoph von Westerstetten laut einer Inschrift das Schloss renovieren. Unter Bischof Johann Anton II. Freiherr von Freiberg (1736–1757) wurde das Schloss erneut renoviert und der Torturm errichtet.
Nach der Säkularisation verkaufte das Königreich Bayern 1808 Wahrberg an den Freiherren Eduard von Andrian-Werburg. Seine Witwe veräußerte das Schlossgut 1863 an die Universitätsstiftung Würzburg. Über die Familien Gutmann und Sauer kam das Schloss 1902 an die Familie Bornebusch, die es heute noch besitzt. Nachdem Teile der Burg 1864 abgebrannt sind, wurde sie bis 1905 im klassizistischen Stil renoviert. Die Burg wird nun als Seminarhaus genutzt. In den Nebengebäuden ist ein Reiterhof untergebracht.

## Beschreibung
Die Burg liegt am Ende eines nach Osten gerichteten Bergsporns. Sie ist außer durch eine Ringmauer im Norden und Osten durch zwei Gräben geschützt, im Süden bot der Steilabfall ausreichenden Schutz. Im Westen ist ein Halsgraben  heute nur noch teilweise vorhanden.
Das östliche Ende des Areals der ca. 60 × 28 m großen Hauptburg wird durch hohe Futtermauern gestützt. Hier befinden sich auch auf ansonsten unbebautem Gelände zwei hohe Kellergewölbe. Dieser Keller gehört wie die aus Buckelquadern errichteten West- und Nordseiten der Außenmauer zum ursprünglichen Baubestand aus dem Anfang des 13. Jahrhunderts. An der Nordseite steht ein schmaler, rechteckiger Gebäudetrakt mit Erker im Osten. Westlich schließt der im 20. Jahrhundert stark veränderte Hauptbau mit einem Schmuckportal des 18. Jahrhunderts an. Den westlichen Abschluss bildet ein langgezogener Wirtschaftsbau mit teilweise in Fachwerk errichtetem Torturm.

## Einwohnerentwicklung
| Jahr      | 001818 | 001840 | 001861 | 001871 | 001885 | 001900 | 001925 | 001950 | 001961 | 001970 | 001987 |
| Einwohner | 11     | 21     | 16     | 13     | 24     | 16     | 21     | 37     | 29     | 9      | 13     |
| Häuser    | 2      | 6      |        |        | 4      | 4      | 2      | 3      | 4      |        | 5      |
| Quelle    | [ 5 ]  | [ 6 ]  | [ 7 ]  | [ 8 ]  | [ 9 ]  | [ 10 ] | [ 11 ] | [ 12 ] | [ 13 ] | [ 14 ] | [ 2 ]  |

## Religion
Der Ort ist römisch-katholisch geprägt und bis heute nach St. Peter und Paul (Aurach) gepfarrt. Die Einwohner evangelisch-lutherischer Konfession waren ursprünglich nach St. Peter (Leutershausen) gepfarrt, seit 1999 ist die Pfarrei St. Wenzeslaus (Weißenkirchberg) zuständig.